# Berzsenyi-Janosits László
Berzsenyi-Janosits László (Fiume, 1903. szeptember 2. – Keszthely, 1982. április 17.) növénynemesítő.

## Pályafutása
1924-ben a Magyaróvári Magyar Királyi Gazdasági Akadémián (ma: Széchenyi István Egyetem Mezőgazdaság- és Élelmiszertudományi Kar) szerzett diplomát, ezután bérgazdaságokban dolgozott segédtisztként. 1928-ban a Grábner Emil vezette Magyaróvári Országos Növénynemesítő Intézet munkatársa lett. 1931-től jelentek meg cikkei a különböző szaklapokban, később füzetsorozatban ismertette a növénynemesítés eredményeit. Néhány évnyi kolozsvári kitérő után 1945-től ismét Mosonmagyaróvárra tért vissza a kísérleti intézethez, ahol Villax Ödön helyettese lett. Az 1950-es években érdeklődése középpontjába a hibridkukorica került. 1958-ban jelent meg legjelentősebb munkája A hibridkukorica címmel. Legelterjedtebb fajtahibridjét, az Óvári-5-öt mintegy 200 000 holdon termesztették. Berzsenyi-Janosits 1959-ben a keszthelyi nemesítő telepre került, ahonnan 1969-ben ment nyugdíjba. Az itt nemesített Georgikon-250 és Georgikon-302 hibridek a Német Demokratikus Köztársaságban is elismerést szerzett. 1970-ben Állami Díjjal tüntették ki. Életében 20 önálló és társszerzős könyve és 70 szakcikke jelent meg.

## Főbb művei
- Gazdaszámok. 1935. (Galgóczy Miklóssal és Rázsó Imrével együtt)
- Útmutató a kukorica fajtaheterózis vetőmagjának előállítására. 1951
- Magyarország kukoricatermesztése. 1955.
- A kukorica termesztése. 1956. (Gonda Bélával, Nádudvari Sándorral és Virágh Istvánnal együtt)
- A hibridkukorica. 1958.